# Zebrafleisch

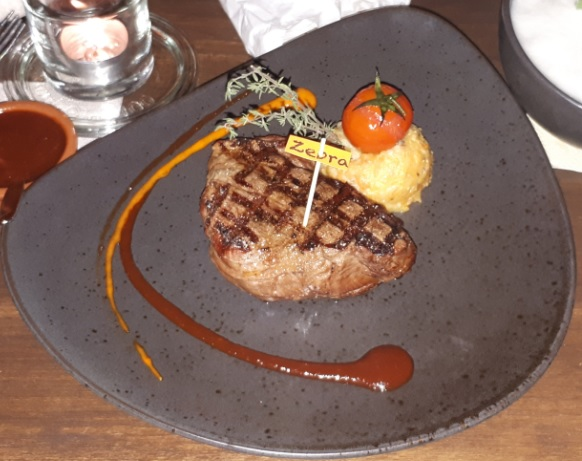
Gegrilltes Zebrafleisch in einem Restaurant in München, Deutschland

Als Zebrafleisch wird allgemein das Fleisch verschiedener Arten von Zebras bezeichnet, das als Lebensmittel und Tierfutter verzehrt wird.
Aus Artenschutzgründen ist nur das Fleisch des Steppenzebras/Pferdezebras in begrenzten Umfang erhältlich. Als Angehörige der Gattung Pferde ist das Fleisch von ähnlicher Beschaffenheit wie Pferdefleisch, durch die fast ausschließliche Lebensweise als Wildtiere sind aber auch Eigenschaften von Wildbret wie ein geringer Fettanteil von ca. 1,5 % typisch. Es wird in Deutschland zur Gruppe der exotischen Fleischsorten gezählt.